# Poor Man’s Son
Poor Man’s Son – trzeci singiel zespołu Survivor wydany w roku 1981. Piosenka pochodzi z płyty Premonition. Utwór dotarł do 33 miejsca na liście Billboard Hot 100.